# Bonconte I da Montefeltro

Stemma della famiglia Da Montefeltro

Bonconte I da Montefeltro (1170 – Urbino, 1241) è stato un condottiero italiano, figlio di Montefeltrano I da Montefeltro e suo successore nel 1202. Fu il primo conte di Urbino.

## Biografia
Superò il padre nella gloria delle armi, al tempo della lotta tra l'imperatore Federico II e il re di Sicilia. La guerra tra i due monarchi cominciò nel 1190 e finì nel 1194. Bonconte si fece valere specialmente all'assedio di Napoli. Militò in seguito sotto la bandiera di Filippo di Svevia.
Quando Federico fu elevato nel 1213 alla dignità imperiale concesse a Bonconte il feudo di Urbino col suo contado. Gli urbinati avvezzi alla libertà, solo dopo molte e strenue lotte accolsero i Montefeltro come padroni.
Quando sorse guerra tra i faentini e i ravennati, Bonconte con i forlivesi, i riminesi e quei di Bertinoro combatté a favore di Ravenna, per quanto vittoriosi, furono tratti in grave inganno dai faentini, i quali colto il momento opportuno, massacrarono i loro nemici.
Bonconte con pochi soldati laceri e disfatti se ne tornò a Urbino, dove quattro anni dopo morì, nel 1241.

## Discendenza
Bonconte ebbe quattro figli:
- Taddeo Novello, condottiero
- Montefeltrano (?-1254), suo successore
- Ugolino (?-1252), vescovo del Montefeltro
- Cavalca (?-post 1294), condottiero.